# Andrei Ivanov (cầu thủ bóng đá, sinh 1994)
Bản mẫu:Eastern Slavic name
Andrei Gennadyevich Ivanov (tiếng Nga: Андрей Геннадьевич Иванов; sinh ngày 2 tháng 9 năm 1994) là một cầu thủ bóng đá người Nga thi đấu cho F.K. Tom Tomsk.

## Sự nghiệp câu lạc bộ
Anh ra mắt chuyên nghiệp tại Giải bóng đá chuyên nghiệp quốc gia Nga cho F.K. Zenit-2 St. Petersburg vào ngày 15 tháng 7 năm 2013 trong trận đấu với F.K. Tosno.
Anh ra mắt tại Giải bóng đá ngoại hạng Nga cho F.K. Zenit St. Petersburg vào ngày 11 tháng 5 năm 2016 trong trận đấu với F.K. Mordovia Saransk.